# Anodontie
Anodontie is een zeldzaam verschijnsel waarbij geen enkele tand in het gebit tot ontwikkeling komt. Het wordt vaak geassocieerd met de groep huid- en zenuwsyndromen die we ectodermale dysplasieën noemen.
Vaak is ziekte een deel van een syndroom en komt zelden voor als geïsoleerd verschijnsel.
In 2004 ontdekte professor Irma Thesleff van het (Institute of Biotechnology van de Universiteit van Helsinki) het gen AXIN2 dat door mutatie oligodontie en anodontie veroorzaakt. Dit gen zou ook verantwoordelijk zijn voor het ontstaan van darmkankers.